# Šćepan Mali
Šćepan Mali (Dalmazia, ... – Virpazar, 22 settembre 1773) è stato un politico montenegrino, governatore de facto del Montenegro fra il 1767 e il 1769, periodo durante il quale fece credere di essere lo Zar Pietro III di Russia, e Zar del Montenegro dal 1769 al 1773 col nome di Stefano I.

## Biografia
Le origini di Šćepan Mali sono al momento sconosciute. Si ritiene che fosse originario della Dalmazia o della Bosnia, e che il suo vero nome fosse Stefan Rajčević. La sua prima presenza in Montenegro è attestata nel 1766. Durante questo periodo, visse nel Monastero di Podmaine come sedicente medico.
Durante le feste di Natale del 1766, dopo le voci diffuse dal capitano M. Tanović, si suppose che nel Montenegro fosse stato avvistato lo Zar Pietro III di Russia, che si credeva fosse stato ucciso dagli amanti di Caterina la Grande nel 1762. Avendo simpatie per la Russia, i montenegrini accettarono il suo arrivo come nuovo zar (1768) sotto il nome di Stefano il Piccolo, Šćepan Mali. Sava, metropolita (Vladika) di Cettigne consegnò una lettera russa in un cui si additava Šćepan come semplice truffatore, ma la popolazione credette al proprio "zar" piuttosto che a Sava. In seguito a questo evento, Šćepan fece arrestare e rinchiudere Sava nel monastero di Stanjevići.
Sava II Petrović-Njegoš, metropolita conosciuto come Sava II, scrisse: "La terra è stata silenziata", e che tutto il Montenegro fosse governato da Šćepan Mali, che si comportava ormai da signore assoluto. Ma l'Impero ottomano era spaventato dal fatto che uno zar russo fosse nei Balcani. E così nel maggio 1768, il sultano ordinò una spedizione in Montenegro. Pochi mesi dopo, 50.000 soldati ottomani furono inviati a catturare Šćepan Mali, ma furono sbaragliati a circa venti chilometri a sud di Cettigne. In seguito a questa battaglia, Šćepan iniziò a modernizzare massicciamente l'esercito montenegrino: utilizzò lo stile di Pietro il Grande per la fanteria, mentre a causa della carenza di cavalli, dovette rinunciare ai reparti di cavalleria. Le nuove uniforme verdi furono donate dal governo russo dalle proprie vecchie scorte ormai in disuso originarie degli anni venti.
Tuttavia, il governo russo decise di inviare il principe Georgiy Dolgorukov per prendere il controllo del Montenegro ed eliminare Šćepan: nell'agosto del 1769 arrivò nel paese, ma non riuscì a catturarlo. Šćepan Mali rivelò così al suo popolo di non essere lo zar Pietro III, ma ciò nonostante fu acclamato e proclamato zar del Montenegro con il nome di Šćepan I. Nonostante la sua crudeltà, era molto temuto e rispettato dal popolo, tanto che i russi, capendo che fosse l'unico in grado di tenere unito il paese, decisero di abbandonare l'idea di rovesciarlo procurandogli invece supporto finanziario e diplomatico. Nel 1771, Šćepan fondò una vera e propria corte permanente, formata dai più rispettati capi clan, le cui decisioni si impegnò lui stesso a rispettare.
Nel 1770 i Veneziani, alleati dell'Impero Ottomano, mandarono diecimila uomini a Ragusa di Dalmazia per rovesciarlo. Gli eserciti si incontrarono a Cattaro, dove i veneziani furono sonoramente sconfitti, riportando oltre 350 morti e più di 500 feriti, contro le poche perdite dell'esercito montenegrino. Šćepan assicurò così ai superstiti veneziani una ritirata pacifica, al prezzo di diecimila monete d'oro e previa consegna di tutte le armi e di quattro potenti cannoni. Fu la prima volta che il Montenegro utilizzò tattiche di guerra occidentali, come la fanteria in linea, nel XVIII secolo. Nel 1772, Šćepan fu insignito dall'Esercito Imperiale Russo con il grado di tenente generale e con la Croce di San Vladimiro di seconda classe, oltre ad una uniforme di ussaro come dono personale di Caterina la Grande.
Šćepan Mali fu ucciso mentre dormiva nella notte del 22 settembre 1773 dal suo barbiere, un greco la cui famiglia era stata catturata da Kara Mahmud Pasha, visir di Scutari, e minacciata di morte. Il nome dell'assassino è rimasto sconosciuto. L'importanza della sua figura nell'unità politica del Montenegro si capì quando, alla sua morte, le tribù ripresero a farsi la guerra tra loro. Nel caos, lo stesso Kara Mahmud Pasha provò ad imporsi come nuova figura eminente, attaccando con trentamila uomini la città di Kuči che, per la prima volta dai tempi del vladika Danilo, ricevette aiuto dalle tribù dei Piperi e dei Bjelopavlići, sconfiggendo nel giro di due anni i turchi.